# Saturn Award de la meilleure actrice
Le Saturn Award de la meilleure actrice (Saturn Award for Best Actress) est une récompense cinématographique décernée chaque année depuis 1976 par l'Académie des films de science-fiction, fantastique et horreur (Academy of Science Fiction Fantasy & Horror Films) pour récompenser la meilleure actrice dans un film de science-fiction, fantastique ou d'horreur.

## Palmarès
Note : L'année indiquée est celle de la cérémonie, récompensant les films sortis au cours de l'année précédente. Les lauréates sont indiquées en tête de chaque catégorie et en caractères gras. Les titres originaux sont précisés entre parenthèses, sauf s'ils correspondent au titre en français.
Exceptionnellement, il n'y a pas eu de cérémonie en 1989. La cérémonie de 1990 a récompensé les films sortis en 1988, celle de 1991 ceux sortis en 1989-90.

### Années 1970
- 1976 : Katharine Ross pour Les Femmes de Stepford (The Stepford Wives)
- 1977 : Blythe Danner pour Les Rescapés du futur (Futureworld)
- 1978 : Jodie Foster pour La Petite Fille au bout du chemin (The Little Girl Who Lives Down the Lane)
  - Melinda Dillon pour Rencontres du troisième type (Close Encounters of the Third Kind)
  - Julie Christie pour Génération Proteus (Demon Seed)
  - Joan Collins pour L'Empire des fourmis géantes (Empire of the Ants)
  - Carrie Fisher pour La Guerre des étoiles (Star Wars)
- 1979 : Margot Kidder pour Superman
  - Geneviève Bujold pour Morts suspectes (Coma)
  - Brooke Adams pour L'Invasion des profanateurs (Invasion of the Body Snatchers)
  - Ann-Margret pour Magic
  - Diana Ross pour The Wiz

### Années 1980
- 1980 : Mary Steenburgen pour C'était demain
  - Persis Khambatta pour Star Trek, le film
  - Margot Kidder pour Amityville, la maison du diable
  - Susan Saint James pour Le Vampire de ces dames
  - Sigourney Weaver pour Alien
- 1981 : Angie Dickinson pour Pulsions
  - Ellen Burstyn pour Résurrection
  - Jamie Lee Curtis pour Le Monstre du train
  - Louanne pour Oh, God! Book 2
  - Jane Seymour pour Quelque part dans le temps
- 1982 : Karen Allen pour Les Aventuriers de l'arche perdue
  - Jenny Agutter pour Le Loup-garou de Londres
  - Margot Kidder pour Superman 2
  - Angela Lansbury pour Le miroir se brisa
  - Lily Tomlin pour La Femme qui rétrécit
- 1983 : Sandahl Bergman pour Conan le Barbare
  - Susan George pour La Maison des spectres
  - Nastassja Kinski pour La Féline
  - JoBeth Williams pour Poltergeist
  - Mary Woronov pour Eating Raoul
- 1984 : Louise Fletcher pour Brainstorm
  - Bess Armstrong pour Les Aventuriers du bout du monde
  - Bobbie Bresee pour Mausoleum
  - Carrie Fisher pour Le Retour du Jedi
  - Ally Sheedy pour Wargames
- 1985 : Daryl Hannah pour Splash
  - Karen Allen pour Starman
  - Nancy Allen pour Philadelphia Experiment
  - Linda Hamilton pour Terminator
  - Helen Slater pour Supergirl
- 1986 : Coral Browne pour Dreamchild
  - Glenn Close pour Maxie
  - Mia Farrow pour La Rose pourpre du Caire
  - Michelle Pfeiffer pour Ladyhawke, la femme de la nuit
  - Jessica Tandy pour Cocoon
- 1987 : Sigourney Weaver pour Aliens, le retour
  - Barbara Crampton pour From Beyond
  - Geena Davis pour La Mouche
  - Elisabeth Shue pour Link
  - Kathleen Turner pour Peggy Sue s'est mariée
- 1988 : Jessica Tandy pour Miracle sur la 8e rue
  - Nancy Allen pour RoboCop
  - Melinda Dillon pour Bigfoot et les Henderson
  - Lorraine Gary pour Les Dents de la mer 4
  - Susan Sarandon pour Les Sorcières d'Eastwick
  - Robin Wright Penn pour Princess Bride (The Princess Bride)
- 1989 : Pas de cérémonie

### Années 1990
- 1990 : Catherine Hicks pour Jeu d'enfant
  - Kim Basinger pour J'ai épousé une extra-terrestre
  - Amanda Donohoe pour Le Repaire du ver blanc
  - Joanna Pacula pour The Kiss
  - Cassandra Peterson pour Elvira, maîtresse des ténèbres
  - Jessica Tandy pour Cocoon, le retour
- 1991 : Demi Moore pour Ghost
  - Julie Carmen pour Vampire, vous avez dit vampire ? 2
  - Blanca Guerra pour Santa sangre
  - Anjelica Huston pour Les Sorcières
  - Nicole Kidman pour Calme blanc
  - Madonna pour Dick Tracy
  - Mary Elizabeth Mastrantonio pour Abyss
  - Ally Sheedy pour Visions en direct
  - Jenny Wright pour Lectures diaboliques
- 1992 : Linda Hamilton pour Terminator 2 : Le Jugement dernier
  - Kathy Bates pour Misery
  - Jodie Foster pour Le Silence des agneaux
  - Julia Roberts pour Les Nuits avec mon ennemi
  - Winona Ryder pour Edward aux mains d'argent
  - Meryl Streep pour Rendez-vous au paradis
- 1993 : Virginia Madsen pour Candyman
  - Rebecca De Mornay pour le rôle de Mme Mott dans La Main sur le berceau (The Hand That Rocks the Cradle)
  - Sheryl Lee pour Twin Peaks: Fire Walk with Me
  - Winona Ryder pour Dracula
  - Sharon Stone pour Basic Instinct 
  - Meryl Streep pour La mort vous va si bien
  - Sigourney Weaver pour Alien 3
- 1994 : Andie MacDowell pour Un jour sans fin
  - Patricia Arquette pour True Romance
  - Laura Dern pour Jurassic Park
  - Michelle Forbes pour Kalifornia
  - Anjelica Huston pour Les Valeurs de la famille Addams
  - Bette Midler pour Hocus Pocus
  - Ally Sheedy pour Max, le meilleur ami de l'homme
- 1995 : Sandra Bullock pour Speed et Jamie Lee Curtis pour True Lies - ex æquo
  - Mädchen Amick pour Une épouse trop parfaite
  - Helena Bonham Carter pour Frankenstein
  - Pénélope Ann Miller pour The Shadow
  - Michelle Pfeiffer pour Wolf
- 1996 : Angela Bassett pour Strange Days
  - Kathy Bates pour le rôle de Dolores Claiborne dans Dolores Claiborne
  - Nicole Kidman pour Prête à tout
  - Sharon Stone pour Mort ou vif
  - Madeleine Stowe pour L'Armée des douze singes
  - Marina Zudina pour Témoin muet
- 1997 : Neve Campbell pour Scream
  - Geena Davis pour Au revoir à jamais
  - Gina Gershon pour Bound
  - Helen Hunt pour Twister
  - Frances McDormand pour Fargo
  - Pénélope Ann Miller pour Relic
- 1998 : Jodie Foster (2) pour Contact
  - Neve Campbell pour Scream 2
  - Pam Grier pour Jackie Brown
  - Jennifer Lopez pour Anaconda, le prédateur
  - Mira Sorvino pour Mimic
  - Sigourney Weaver pour Alien, la résurrection
- 1999 : Drew Barrymore pour À tout jamais (Ever After)
  - Gillian Anderson pour The X Files, le film
  - Jamie Lee Curtis pour Halloween 20 ans après, il revient
  - Meg Ryan pour La Cité des anges
  - Jennifer Tilly pour La Fiancée de Chucky
  - Catherine Zeta-Jones pour Le Masque de Zorro

### Années 2000
- 2000 : Christina Ricci pour Sleepy Hollow : La Légende du cavalier sans tête (Sleepy Hollow)
  - Heather Graham pour Austin Powers 2 : L'Espion qui m'a tirée
  - Catherine Keener pour Dans la peau de John Malkovich
  - Carrie-Anne Moss pour Matrix
  - Sigourney Weaver pour Galaxy Quest
  - Rachel Weisz pour La Momie
- 2001 : Téa Leoni pour Family Man
  - Cate Blanchett pour Intuitions
  - Ellen Burstyn pour Requiem for a Dream
  - Jennifer Lopez pour The Cell
  - Michelle Pfeiffer pour Apparences
  - Michelle Yeoh pour Tigre et Dragon
- 2002 : Nicole Kidman pour Les Autres
  - Kate Beckinsale pour Un amour à New York
  - Angelina Jolie pour Lara Croft : Tomb Raider
  - Julianne Moore pour Hannibal
  - Frances O'Connor pour A.I. Intelligence artificielle
  - Naomi Watts pour Mulholland Drive
- 2003 : Naomi Watts pour Le Cercle
  - Kirsten Dunst pour Spider-Man
  - Jodie Foster pour Panic Room
  - Milla Jovovich pour Resident Evil
  - Natascha McElhone pour Solaris
  - Natalie Portman pour Star Wars, épisode II : L'Attaque des clones
- 2004 : Uma Thurman pour Kill Bill, volume 1
  - Kate Beckinsale pour Underworld
  - Jessica Biel pour Massacre à la tronçonneuse
  - Cate Blanchett pour Les Disparues
  - Jennifer Connelly pour Hulk
  - Jamie Lee Curtis pour Freaky Friday : Dans la peau de ma mère
- 2005 : Blanchard Ryan pour Open Water : En eaux profondes (Open Water)
  - Nicole Kidman pour Birth
  - Julianne Moore pour Mémoire effacée (The Forgotten)
  - Uma Thurman pour Kill Bill, volume 2
  - Kate Winslet pour Eternal Sunshine of the Spotless Mind
  - Zhang Ziyi pour Le Secret des poignards volants (十面埋伏, shí miàn mái fú)
- 2006 : Naomi Watts (2) pour King Kong
  - Jodie Foster pour Flight Plan
  - Laura Linney pour L'Exorcisme d'Emily Rose (The Exorcism of Emily Rose)
  - Rachel McAdams pour Red Eye : Sous haute pression (Red Eye)
  - Natalie Portman pour Star Wars, épisode III : La Revanche des Sith (Star Wars: Episode III – Revenge of the Sith)
  - Tilda Swinton pour Le Monde de Narnia : Le Lion, la Sorcière blanche et l'Armoire magique (The Chronicles of Narnia: The Lion, the Witch and the Wardrobe)
- 2007 : Natalie Portman pour V pour Vendetta (V for Vendetta)
  - Kate Bosworth pour Superman Returns
  - Judi Dench pour Chronique d'un scandale (Notes on a Scandal)
  - Maggie Gyllenhaal pour L'Incroyable Destin de Harold Crick (Stranger than Fiction)
  - Shauna Macdonald pour The Descent
  - Renée Zellweger pour Miss Potter
- 2008 : Amy Adams pour Il était une fois (Enchanted)
  - Helena Bonham Carter pour Sweeney Todd : Le Diabolique Barbier de Fleet Street (Sweeney Todd: The Demon Barber of Fleet Street)
  - Ashley Judd pour Bug
  - Belén Rueda pour L'Orphelinat (El orfanato)
  - Carice Van Houten pour Black Book
  - Naomi Watts pour Les Promesses de l'ombre (Eastern Promises)
- 2009 : Angelina Jolie pour L'Échange (Changeling)
  - Cate Blanchett pour L'Étrange Histoire de Benjamin Button (The Curious Case of Benjamin Button)
  - Maggie Gyllenhaal pour The Dark Knight : Le Chevalier noir (The Dark Knight)
  - Julianne Moore pour Blindness
  - Emily Mortimer pour Transsibérien
  - Gwyneth Paltrow pour Iron Man

### Années 2010
- 2010 : Zoe Saldana pour Avatar
  - Catherine Keener pour Max et les Maximonstres (Where the Wild Things Are)
  - Mélanie Laurent pour Inglourious Basterds
  - Alison Lohman pour Jusqu'en enfer (Drag Me to Hell)
  - Natalie Portman pour Brothers
  - Charlize Theron pour Loin de la terre brûlée (The Burning Plain)
- 2011 : Natalie Portman (2) pour Black Swan
  - Noomi Rapace pour Millénium
  - Cécile de France pour Au-delà (Hereafter)
  - Angelina Jolie pour Salt
  - Carey Mulligan pour Auprès de moi toujours (Never Let Me Go)
  - Elliot Page pour Inception
- 2012 : Kirsten Dunst pour Melancholia
  - Jessica Chastain pour Take Shelter
  - Rooney Mara pour Millénium : Les Hommes qui n'aimaient pas les femmes (The Girl with the Dragon Tattoo)
  - Brit Marling pour Another Earth
  - Keira Knightley pour A Dangerous Method
  - Elizabeth Olsen pour Martha Marcy May Marlene
- 2013 : Jennifer Lawrence pour Hunger Games
  - Jessica Chastain pour Zero Dark Thirty
  - Ann Dowd pour Compliance
  - Zoe Kazan pour Elle s'appelle Ruby (Ruby Sparks)
  - Helen Mirren pour Hitchcock
  - Naomi Watts pour The Impossible
- 2014 : Sandra Bullock pour Gravity
  - Halle Berry pour The Call
  - Martina Gedeck pour Le Mur invisible (Die Wand)
  - Jennifer Lawrence pour Hunger Games : L'Embrasement (The Hunger Games: Catching Fire)
  - Emma Thompson pour Dans l'ombre de Mary (Saving Mr Banks)
  - Mia Wasikowska pour Stoker
- 2015 : Rosamund Pike pour Gone Girl
  - Emily Blunt pour Edge of Tomorrow
  - Essie Davis pour Mister Babadook (The Babadook)
  - Anne Hathaway pour Interstellar
  - Angelina Jolie pour Maléfique (Maleficent)
  - Jennifer Lawrence pour Hunger Games : La Révolte, partie 1 (The Hunger Games: Mockingjay - Part 1)
- 2016 : Charlize Theron pour Mad Max: Fury Road
  - Blake Lively pour Adaline
  - Daisy Ridley pour Star Wars, épisode VII : Le Réveil de la Force (Star Wars: Episode VII – The Force Awakens)
  - Emily Blunt pour Sicario
  - Jessica Chastain pour Seul sur Mars (The Martian)
  - Mia Wasikowska pour Crimson Peak
- 2017 : Mary Elizabeth Winstead pour 10 Cloverfield Lane
  - Amy Adams pour Premier Contact (Arrival)
  - Emily Blunt pour La Fille du train (The Girl on the Train)
  - Taraji P. Henson pour Les Figures de l'ombre (Hidden Figures)
  - Felicity Jones pour Rogue One: A Star Wars Story
  - Jennifer Lawrence pour Passengers
  - Narges Rashidi pour Under the Shadow
- 2018 : Gal Gadot pour Wonder Woman
  - Sally Hawkins pour La Forme de l'eau (The Shape of Water)
  - Frances McDormand pour Three Billboards : Les Panneaux de la vengeance (Three Billboards Outside Ebbing, Missouri)
  - Lupita Nyong'o pour Black Panther
  - Rosamund Pike pour Hostiles
  - Daisy Ridley pour Star Wars, épisode VIII : Les Derniers Jedi (Star Wars: Episode VIII – The Last Jedi)
  - Emma Watson pour La Belle et la Bête (Beauty and the Beast)
- 2019 : Jamie Lee Curtis pour Halloween
  - Emily Blunt pour Le Retour de Mary Poppins (Mary Poppins Returns)
  - Toni Collette pour Hérédité (Hereditary)
  - Nicole Kidman pour Destroyer
  - Brie Larson pour Captain Marvel
  - Lupita Nyong'o pour Us
  - Octavia Spencer pour Ma

### Années 2020
- 2021 : Elisabeth Moss pour Invisible Man (The Invisible Man)
  - Rebecca Ferguson pour Doctor Sleep
  - Natalie Portman pour Lucy in the Sky
  - Daisy Ridley pour Star Wars, épisode IX : L'Ascension de Skywalker (Star Wars: The Rise of Skywalker)
  - Margot Robbie pour Birds of Prey
  - Charlize Theron pour The Old Guard
  - Liu Yifei pour Mulan

- 2022 : Michelle Yeoh pour Everything Everywhere All at Once
  - Cate Blanchett pour Nightmare Alley
  - Emily Blunt pour Sans un bruit 2 (A Quiet Place Part II)
  - Zoë Kravitz pour The Batman
  - Keke Palmer pour Nope
  - Emma Stone pour Cruella
  - Zendaya pour Spider-Man: No Way Home

- 2024 : Margot Robbie pour Barbie
  - Viola Davis pour The Woman King
  - Mia Goth pour Pearl
  - Amber Midthunder pour Prey
  - Zoe Saldaña pour Avatar : La Voie de l'eau
  - Anya Taylor-Joy pour Le Menu

- 2025 : Demi Moore – The Substance
  - Willa Fitzgerald – Strange Darling
  - Lupita Nyong'o – A Quiet Place: Day One
  - Winona Ryder – Beetlejuice Beetlejuice
  - Naomi Scott – Smile 2
  - June Squibb – Thelma
  - Anya Taylor-Joy – Furiosa : Une saga Mad Max